# Assistant Secretary of State for Administration

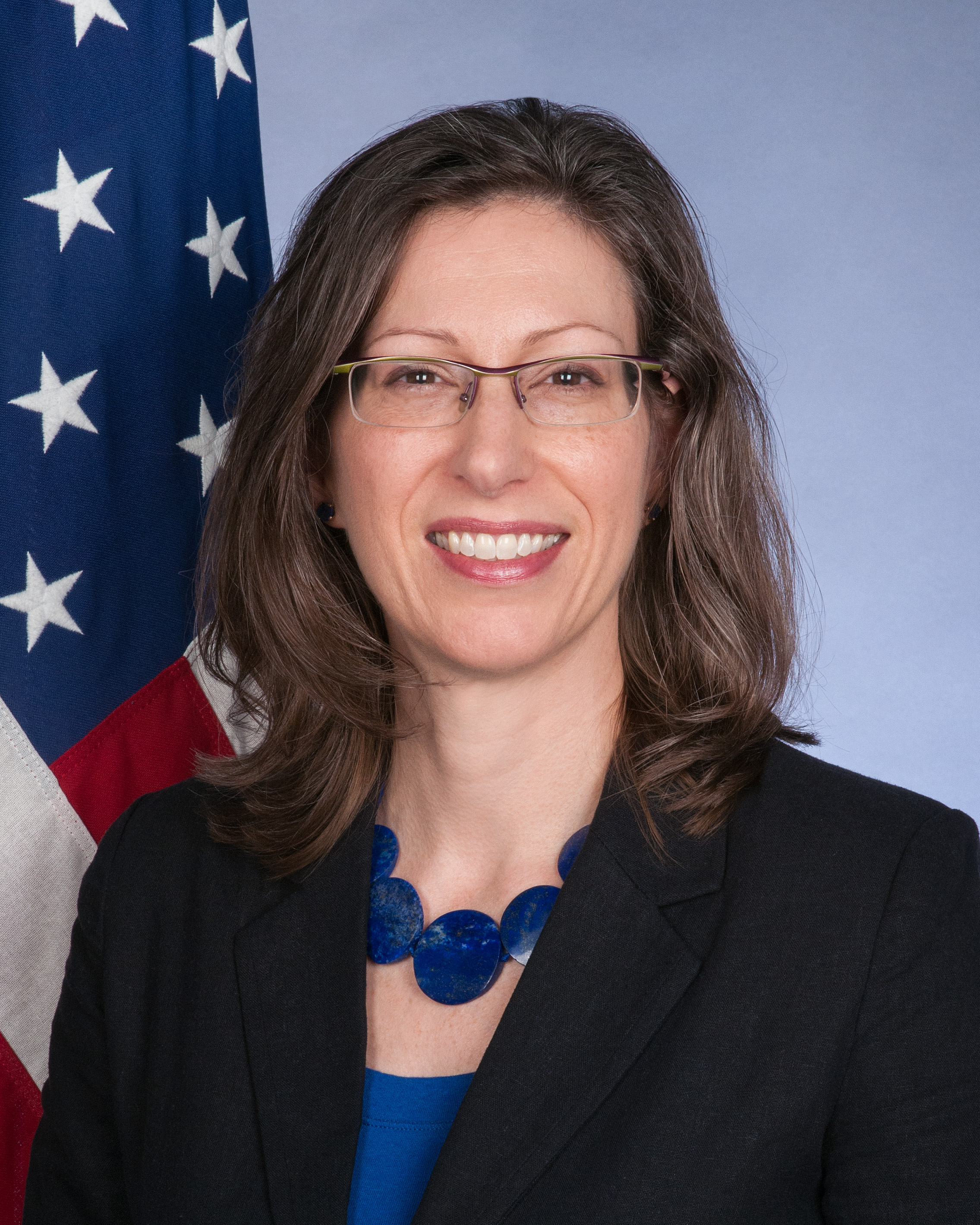
Alaina B. Teplitz, derzeitige Assistant Secretary

Organigramm: Die administrative Gliederung des Außenministeriums (englisch)

Der Assistant Secretary of State for Administration ist ein Amt im Außenministerium der Vereinigten Staaten und Leiter des Bureau for Administration. Er untersteht dem Under Secretary of State for Management.
Der Posten wurde im Dezember 1944 vom Kongress der Vereinigten Staaten gegründet. Über die Jahre variierte sein Name.

## Amtsinhaber
| Amtszeit  | Name                       | Bemerkung        |
| --------- | -------------------------- | ---------------- |
| 1945      | Julius Cecil Holmes        |                  |
| 1945      | Frank McCarthy             |                  |
| 1945–1947 | Donald Stuart Russell      |                  |
| 1947–1950 | John Emil Peurifoy         |                  |
| 1950–1953 | Carlisle Hubbard Humelsine |                  |
| 1953–1954 | Edward Thompson Wailes     |                  |
| 1954–1955 | Isaac White Carpenter Jr.  |                  |
| 1955      | Loy Wesley Henderson       |                  |
| 1955–1957 | Isaac White Carpenter Jr.  |                  |
| 1958–1959 | Walter Kenneth Scott       |                  |
| 1959–1961 | Seymour Lane Dwinell       |                  |
| 1961–1963 | William James Crockett     |                  |
| 1963–1965 | Dwight Johnson Porter      |                  |
| 1969–1971 | Francis Gerald Meyer       |                  |
| 1971–1973 | Joseph Francis Donelan Jr. |                  |
| 1973–1979 | John Morgan Thomas         |                  |
| 1979–1983 | Thomas M. Tracy            |                  |
| 1983–1985 | Robert E. Lamb             |                  |
| 1985–1987 | Donald J. Bouchard         |                  |
| 1988–1989 | Sheldon Jack Krys          |                  |
| 1989–1993 | Arthur William Fort        |                  |
| 1993–2001 | Patrick Francis Kennedy    |                  |
| 2001–2005 | William Alan Eaton         |                  |
| 2006–2009 | Rajkumar Chellaraj         |                  |
| 2011–2017 | Joyce Anne Barr            |                  |
| 2017      | Harry Mahar                | geschäftsführend |
| 2017–2019 | Nicole Robilotto Nason     |                  |
| 2019      | John Walter Dinkelman      | geschäftsführend |
| 2019–2021 | Carrie Beth Cabelka        |                  |
| 2021      | John Walter Dinkelman      | geschäftsführend |
| 2021–     | Alaina B. Teplitz          |                  |